# Gauzlin (Erzkanzler)
Gauzlin († 16. April 886) war fränkischer Erzkanzler und Bischof von Paris. Er entstammte dem Grafengeschlecht der Rorgoniden und war ein Sohn des Grafen Rorico von Le Mans.
Als Gauzlin und sein Halbbruder Ludwig, Sohn der Rotrud, Tochter Karls des Großen seit 844 Abt von Saint-Denis 858 in Gefangenschaft der Wikinger gerieten, brachte Karl der Kahle (823–877) das Lösegeld auf, das für sie gefordert wurde.
Nach seiner Ausbildung in Reims trat Gauzlin vermutlich auf Betreiben seines Halbbruders, Erzkanzler Ludwigs, im Jahr 860 als Kanzler von Karl dem Kahlen in dessen Hof ein. Als sein Halbbruder 867 starb, wurde Gauzlin selbst Erzkanzler.
Gauzlin war gleichzeitig Abt von Jumièges, Saint-Amand, St. Germain-des-Prés und ab 878 auch Abt von Saint-Denis.
Als Vertrauter Karls des Kahlen gehörte Gauzlin (wie auch sein Konkurrent Hugo Abbas) zu der Gruppe von Großen, die der Kaiser auf einer Versammlung in der Königspfalz Quierzy (877) für die Dauer seines zweiten Italienzuges als „Mitherrscher“ (K. F. Werner) seines Sohnes, Ludwigs des Stammlers, benannte (vgl. das Kapitular von Quierzy).
Nach dem Tod Karls des Kahlen am Mont Cenis beteiligte sich Gauzlin an einer Fürstenopposition, die Ludwigs Königtum nur gegen die vertragliche Zusicherung ihrer Rechte (wohl nach dem Vorbild des Vertrages von Coulaines) und Vergabe weiterer honores zugestand. Wahrscheinlich im Zuge dieser Ereignisse erhielt Gauzlin die Abtei Saint-Denis.
Mit der Reichsteilung von Amiens (880), welche die Verträge von Verdun (879) und Ribémont (880) umsetzte, erreichte er nach dem Tod Ludwigs des Stammlers die Teilung des Westfrankenreichs unter Karlmann und König Ludwig III. († 882), der ihn als Erzkanzler übernahm. Nach Karl Ferdinand Werner war ihm mit der Reichsteilung ein persönlicher Coup gelungen, fiel durch die Schaffung zweier westfränkischer Höfe doch die direkte Konkurrenz mit Hugo Abbas weg. Dieser habe zuvor die stärkere Position am Hof innegehabt und dementsprechend auf die Nachfolge nur eines Sohnes gedrungen. So erscheint es wahrscheinlich, dass Gauzlin, unter dessen Ägide der Vertrag von Fouron (879) entstanden war, in dem sich Ludwig der Stammler und sein gleichnamiger ostfränkischer Vetter unter anderem die Nachfolge aller Söhne zugesichert hatten, auf Initiative Hugos sein Erzkanzleramt verlor und es erst wiedererlangen konnte, als er Ludwig den Jüngeren als Vertragspartner von Fouron zur militärischen Intervention und zum Abschluss der Verträge von Verdun und Ribémont bewegen konnte. Eine wichtige Quelle zu diesen Ereignissen liegt mit den Annales Bertiniani vor. Allerdings ist zu beachten, dass Hinkmar von Reims, der 861–882 für ihre Niederschrift verantwortlich zeichnet, persönliche Animositäten gegen seinen ehemaligen Schüler Gauzlin hegte, in dem er bereits seit der Spätzeit Karls des Kahlen einen Konkurrenten um Einfluss bei Hof sah.
Gauzlin war es aller Wahrscheinlichkeit nach, der 882 die Erhebung des Robertiners Odo zum Grafen von Paris herbeiführte. Zwei Jahre später wurde Gauzlin der dortige Bischof und organisierte während der Belagerung von Paris (885–886) gemeinsam mit Graf Odo die Verteidigung der Stadt. Am 16. April 886 fiel Gauzlin einer Seuche zum Opfer.